# カール・ヴィルヘルム・ラブス
カール・ヴィルヘルム・ラブス（Karl Wilhelm Rabus、ロシア語名:Карл Ива́нович Ра́бус:ラテン文字転写:Karl Ivanovich Rabus、1800年5月11日 - 1857年1月14日）はドイツ人の父親を持つロシアの画家、美術教師である。モスクワ絵画・彫刻・建築学校などで美術教師を務めた。

## 略歴
サンクトペテルブルクで生まれた。父親は神父であったがラブスが7歳のときに亡くなった。1810年に10歳のラブスは帝国芸術アカデミーに生徒として送られ、1821年まで学び、1821年に風景画で芸術アカデミーからメダルを受賞し、卒業資格を得た。
小ロシアで活動した後、クリミア半島に移り、多くの風景画を描き、1827年に美術アカデミーの正会員に選ばれた。の後、もオデッサとコンスタンティノープルも訪れた。
1835年にモスクワに移り、美術教師として働き始め、建築学校で遠近法を教え、土地測量研究所でも遠近法を教え、絵画の歴史や、絵の具の理論なども教えた。1844年からはモスクワの工芸学校（ストロガノフ芸術工芸学校）やモスクワ絵画・彫刻・建築学校で教えた。ラブスが教えた学生にはアレクセイ・サヴラソフらがいる。
1857年にモスクワで亡くなった。

## 作品

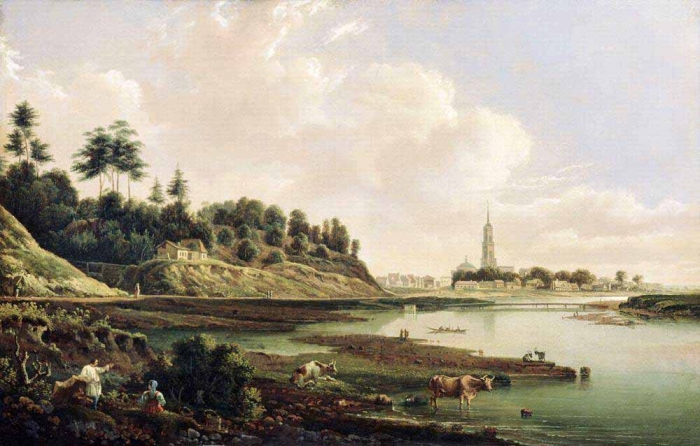
ズヴェニゴロドの風景
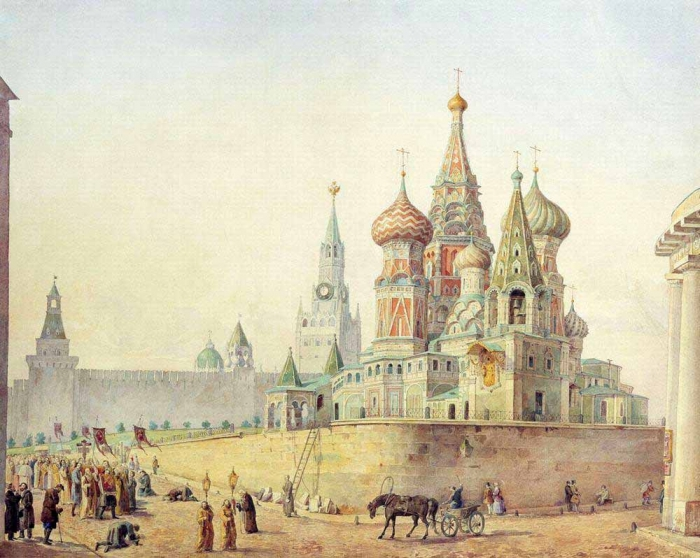
聖ワシリイ大聖堂
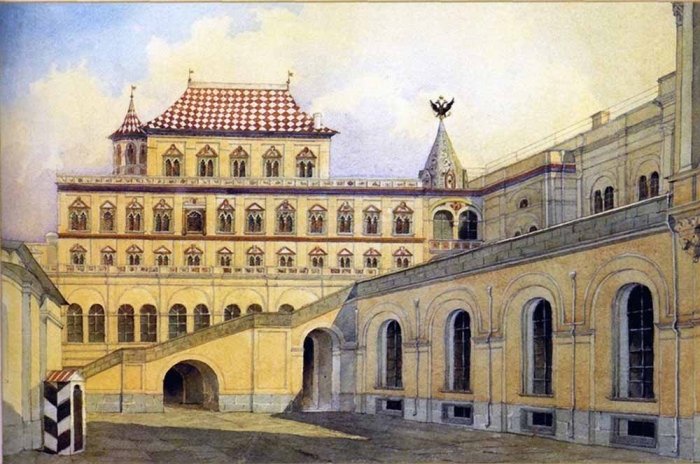
モスクワ大公の御殿
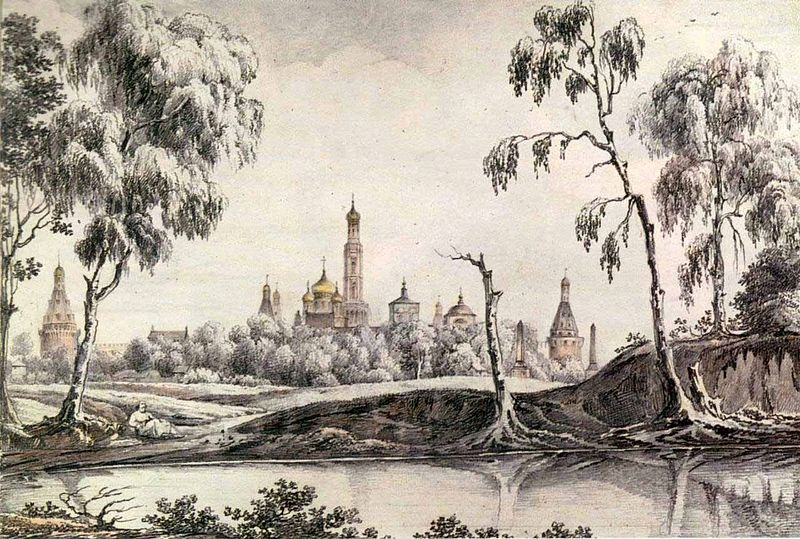
シモノフ修道院
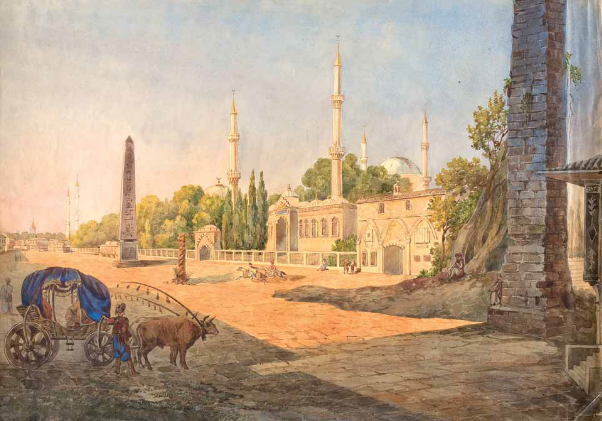
コンスタンティノープル
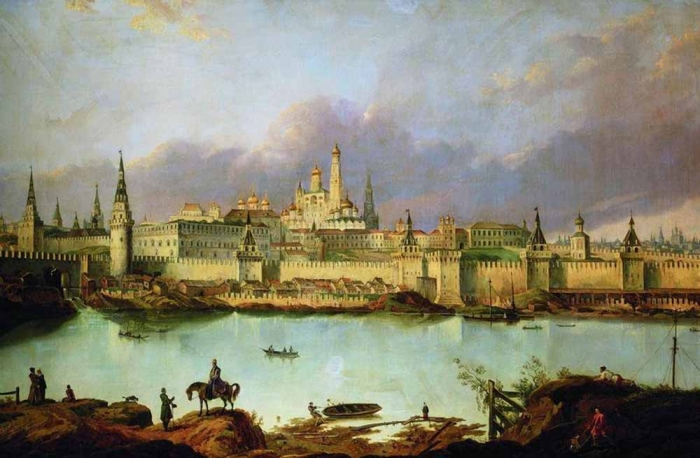
ピョートル大帝の時代のモスクワの眺め
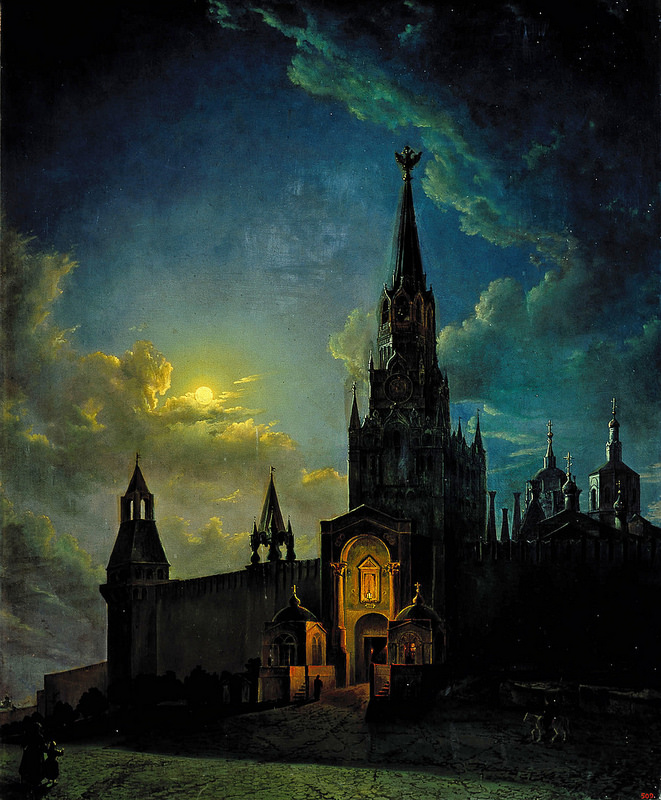
クレムリンのスパスキー門
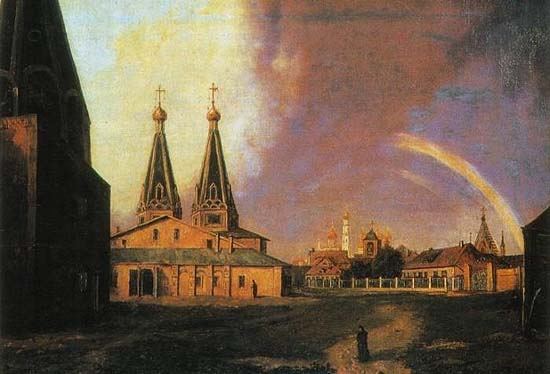
アレクセーエフスキー修道院